# Didymocantha gracilis
Didymocantha gracilis är en skalbaggsart som beskrevs av Mckeown 1947. Didymocantha gracilis ingår i släktet Didymocantha och familjen långhorningar. Inga underarter finns listade i Catalogue of Life.